# Mycena mustea
Mycena mustea é uma espécie de cogumelo da família Mycenaceae. É encontrado no Japão.